# Wojewódzki Sztab Wojskowy w Gdańsku

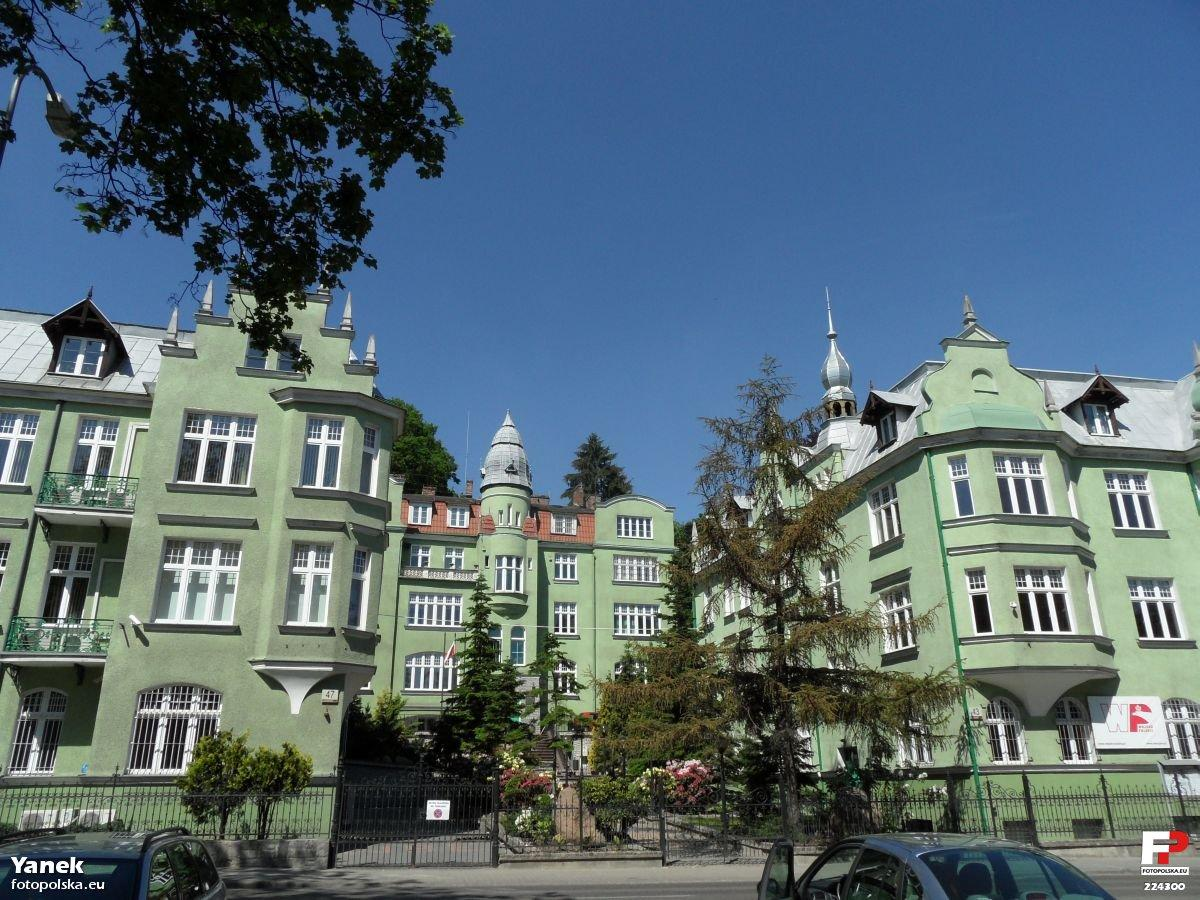
Siedziba Wojewódzkiego Sztabu Wojskowego w Gdańsku

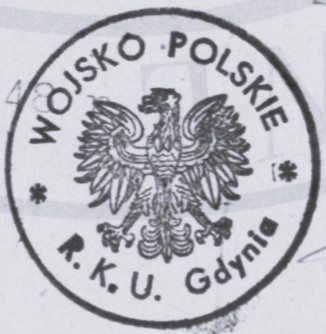
Odcisk pieczęci RKU Gdynia

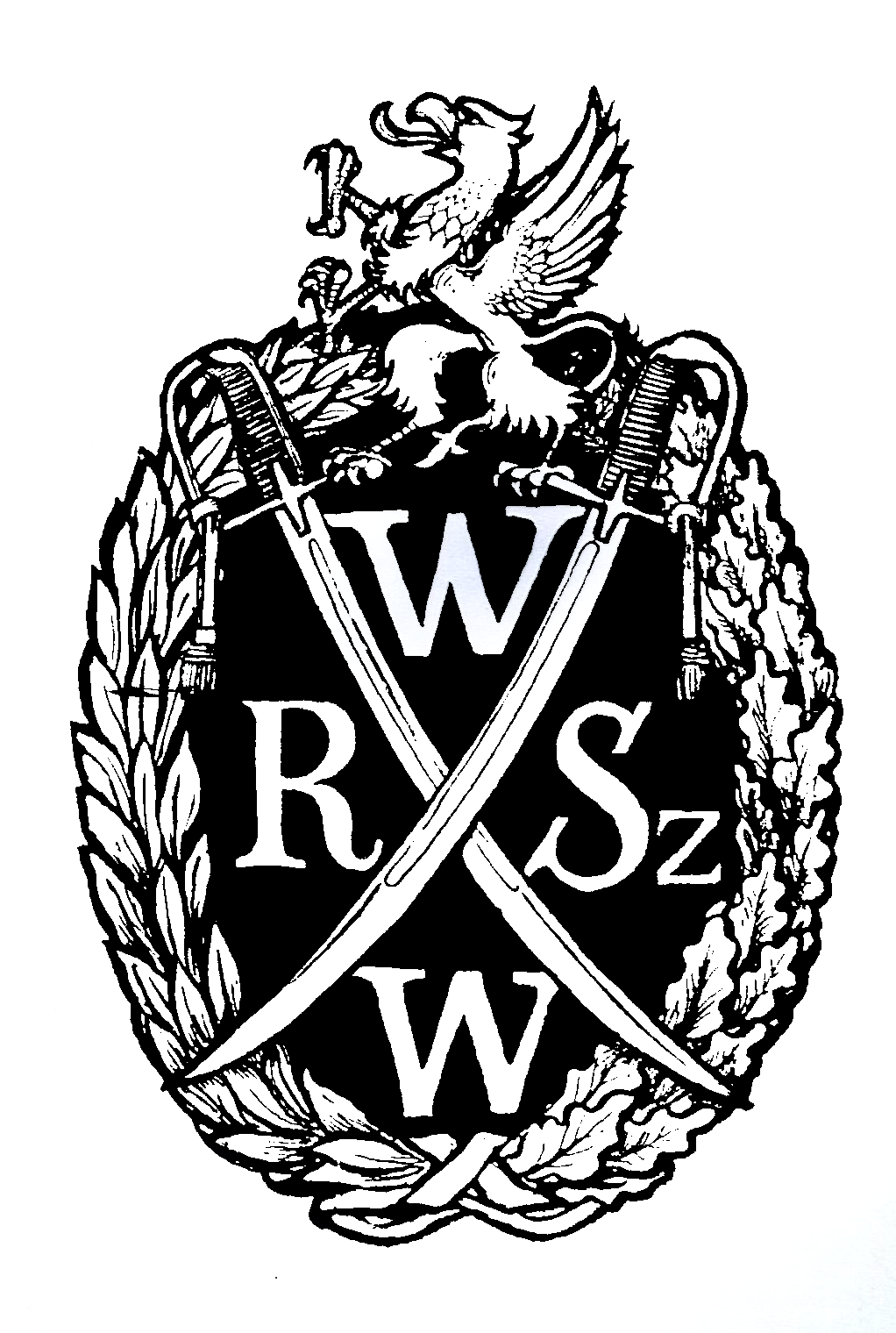
Odznaka WRSzW w Gdańsku
– poprzednika WSzW.

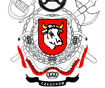
Logo WKU Człuchów

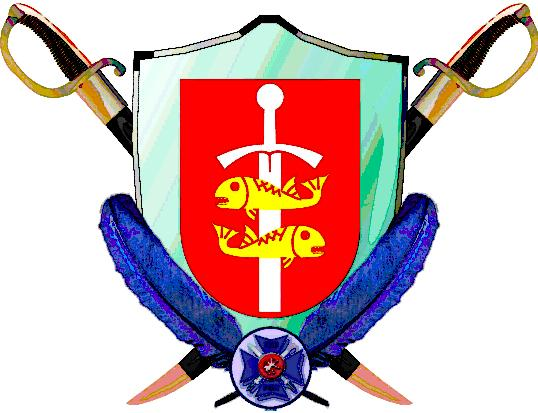
Logo WKU Gdynia

Wojewódzki Sztab Wojskowy w Gdańsku – terenowy organ Ministra Obrony Narodowej w sprawach operacyjno-obronnych i administracji wojskowej, z siedzibą przy ul. Do Studzienki 45 w Gdańsku.
Od 1 lipca 2007 szefem Sztabu był kmdr mgr inż. Janusz Sylwester. Od 1 lutego 2012 szefem WSzW w Gdańsku był płk dypl. Tadeusz Krawczyk. Od 1 lutego 2017 na stanowisko Szefa WSzW został wyznaczony płk Andrzej Płocha.

## Podległość
WSzW w Gdańsku podlegają:
- WKU Człuchów - jednostka administracji wojskowej, której siedziba mieści się przy ul. Wojska Polskiego 11 w Człuchowie. Obejmuje zasięgiem trzy powiaty: bytowski, chojnicki i człuchowski. Komendantem placówki jest ppłk mgr inż. Ireneusz Stosik.
- WKU Gdańsk
- WKU Gdynia - jednostka administracji wojskowej, której siedziba mieści się przy ul. Pułaskiego 7 w Gdyni. Odpowiada za realizowanie problematyki operacyjno-obronnej i administracji wojskowej a także za administrowanie rezerwami osobowymi na terenie Gdyni i Sopotu.
- WKU Malbork
- WKU Słupsk

### Historia WKU Gdynia
W marcu 1945 na podstawie rozkazu Naczelnego Dowódcy Wojska Polskiego nr 010/Org. rozpoczęła działalność Gdyńska Rejonowa Komenda Uzupełnień podległa dowódcy Pomorskiego Okręgu Wojskowego.
- Rozkaz Nr 10/Org.
strona 1
- Rozkaz Nr 10/Org.
strona 2
- Rozkaz Nr 10/Org.
strona 3
- Rozkaz Nr 10/Org.
strona 4

W skład RKU wchodziło:
- pięć referatów:
  - mobilizacyjny;
  - poboru;
  - ewidencji oficerów rezerwy;
  - przysposobienia wojskowego;
  - gospodarczego.
- drużyna wartownicza.
- Komisja Poborowa.

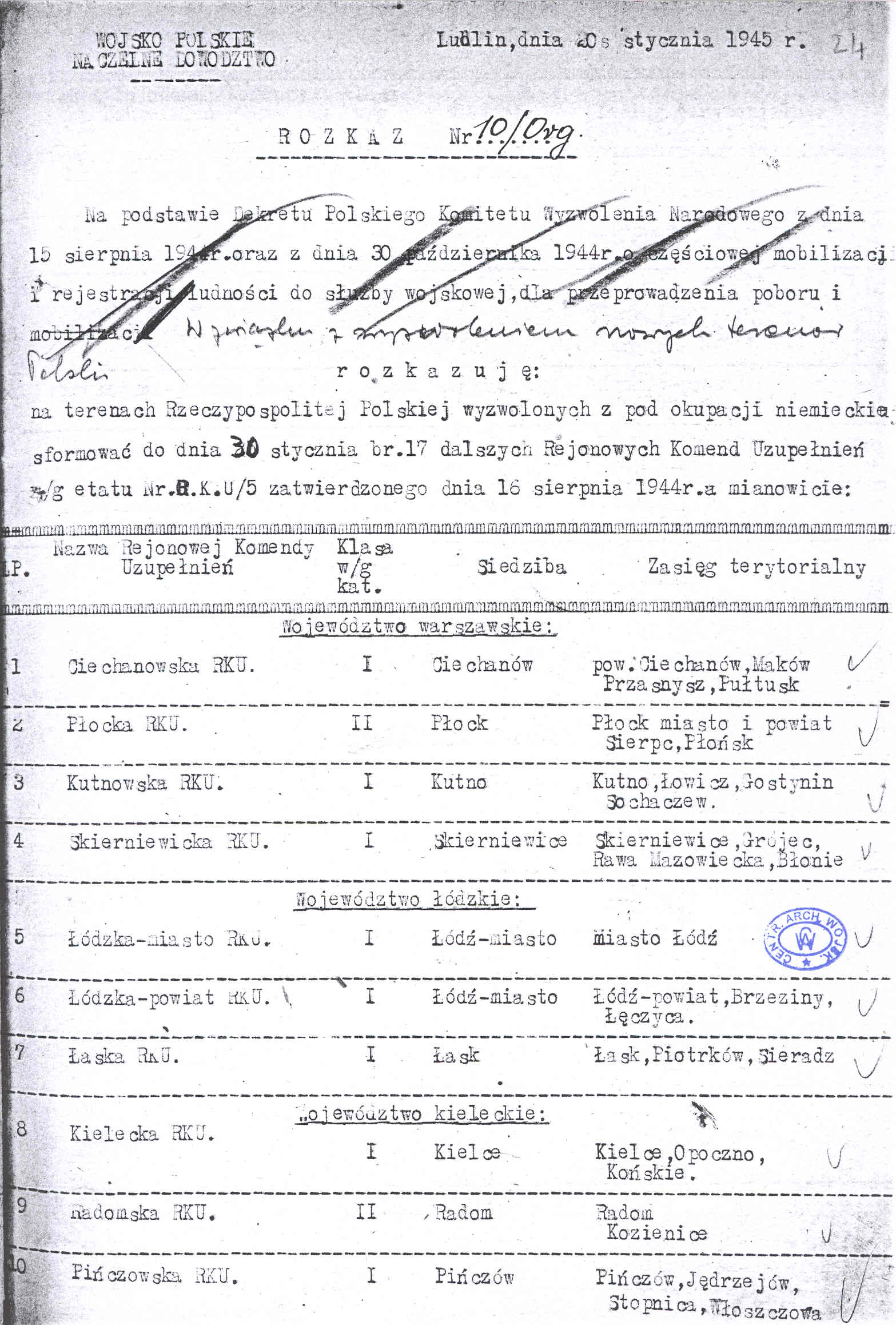
Rozkaz Nr 10/Org. strona 1
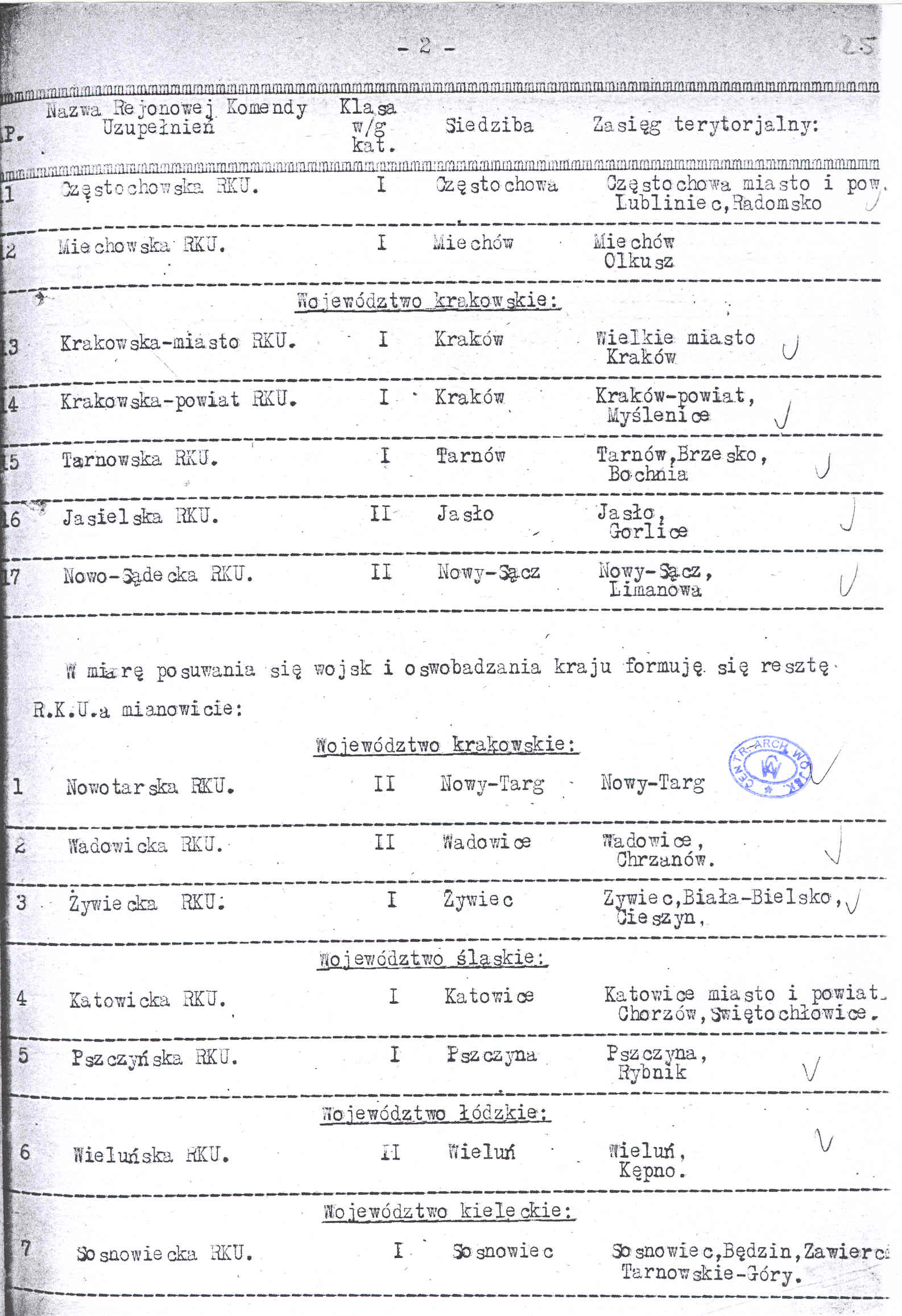
Rozkaz Nr 10/Org. strona 2
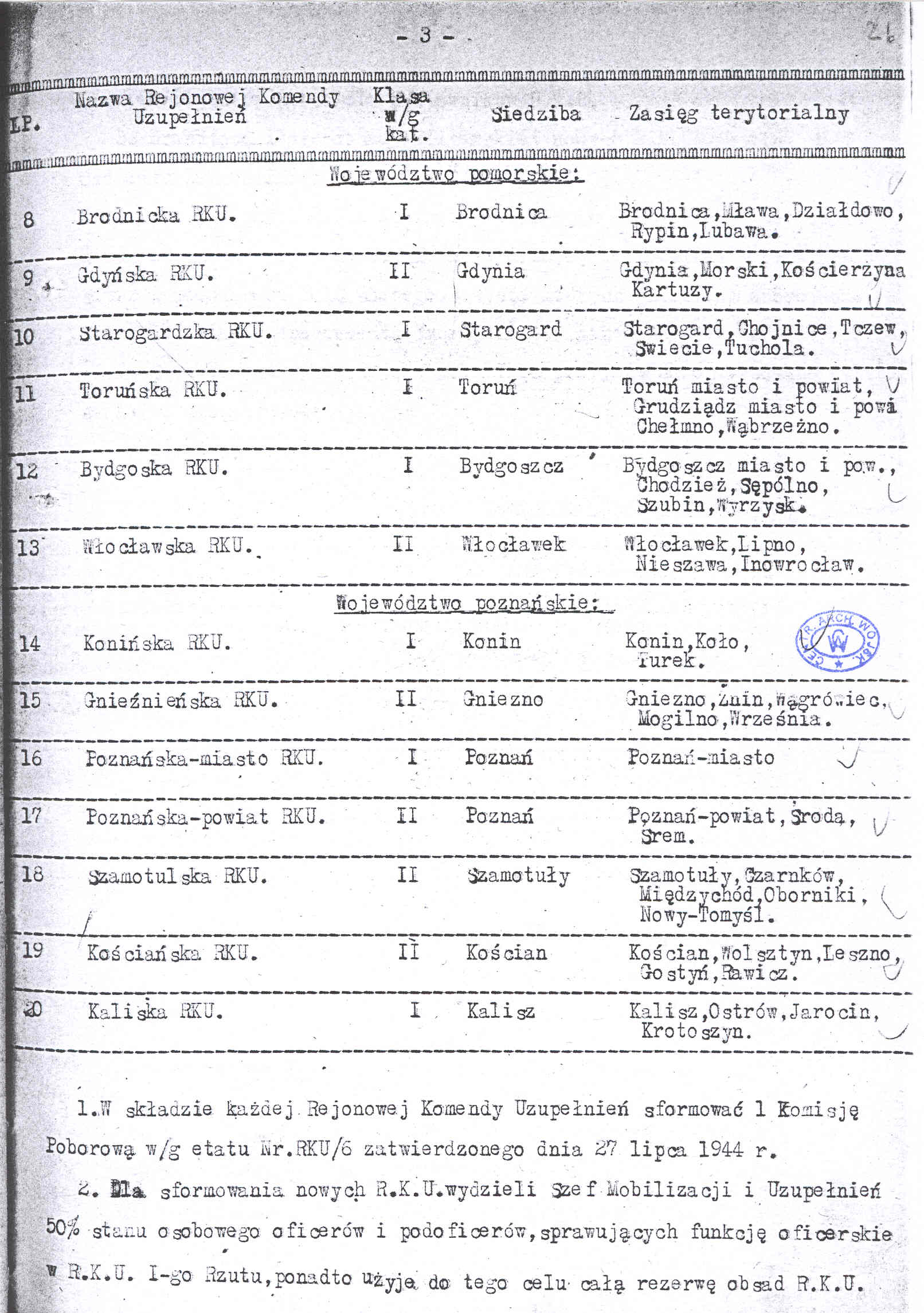
Rozkaz Nr 10/Org. strona 3
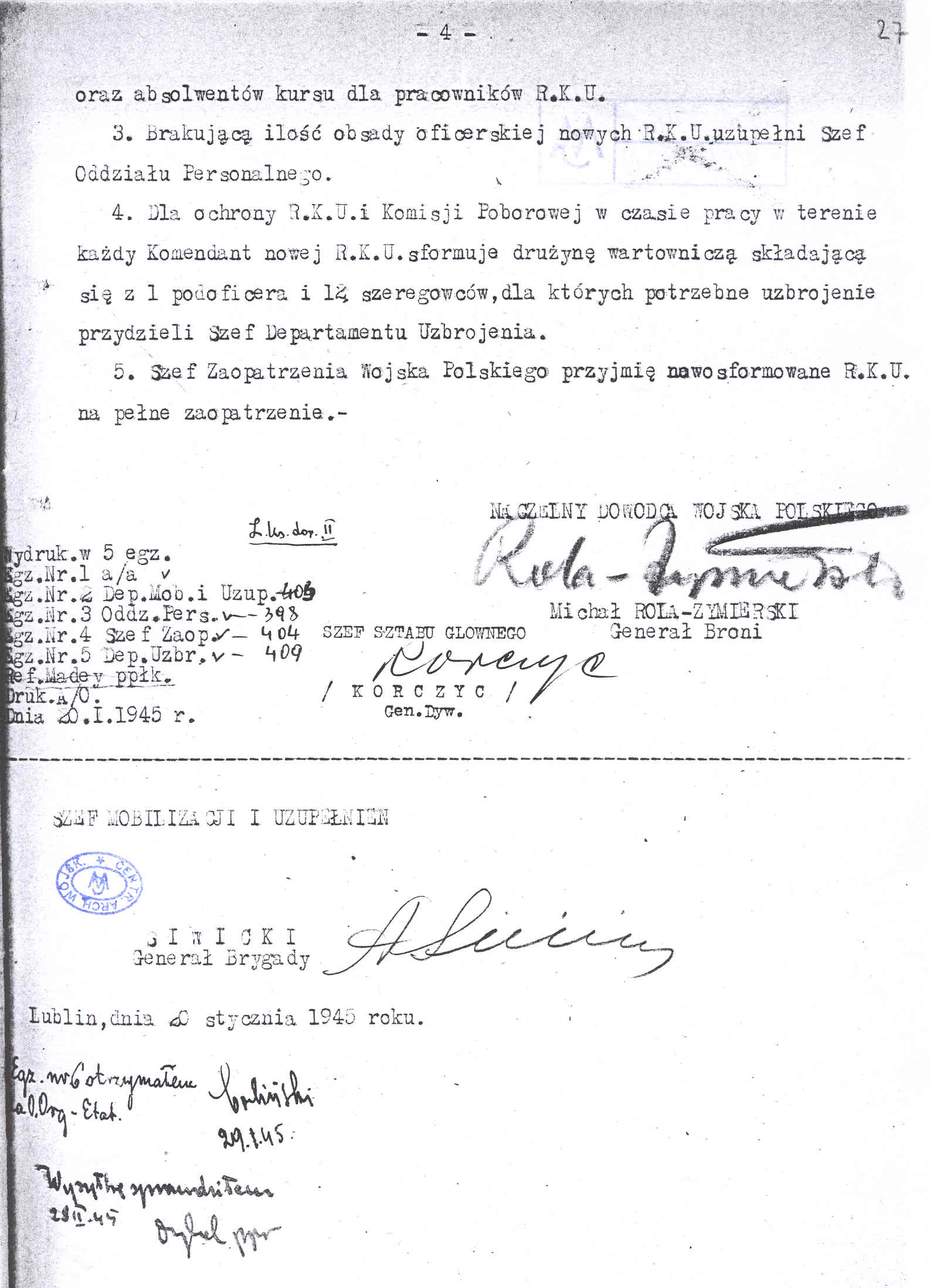
Rozkaz Nr 10/Org. strona 4

Pierwszym Komendantem Rejonowej Komendy Uzupełnień został major Jan Serwadczak, który jednocześnie pełnił funkcję komendanta wojskowego miasta Gdyni. RKU obejmowała swoim zasięgiem: Lębork, Kartuzy, Kościerzyna, Gdynia, powiat morski, Hel i Puck. Do głównych zadań RKU należała rejestracja i wysyłanie uzupełnienia do pułków zapasowych oraz powoływanie do czynnej służby wojskowej.
Komisja poborowa funkcjonująca na terenie Gdyni, obejmowała swym zasięgiem powiaty Kartuzy i Morski wraz z Półwyspem Helskim.
Od początku powstania organy administracji wojskowej ściśle współpracowały z władzami administracji rządowej miast i powiatów, organami porządkowymi, jednostkami wojskowymi, organizacjami społecznymi oraz zakładami pracy.
W 1949 RKU przystąpiła do powszechnej rejestracji mężczyzn i założyła nową ewidencję oraz rozpoczęła wydawanie nowych książeczek wojskowych. Do realizacji tych zadań powołano trzy komisje w powiatach Gdynia, Kartuzy i Morskim.
Wielokrotnie RKU zmieniała swoją siedzibę. W 1948 przeniesiona była na ul. Sieroszewskiego 7, a w 1951 na ul. Waszyngtona 1.
W marcu 1952 zmieniono podległość RKU z Okręgu Wojskowego do Wojskowej Komendy Wojewódzkiej w Gdańsku, a w kwietniu tego roku zmieniono jej nazwę z Rejonowej Komendy Uzupełnień na Wojskową Komendę Rejonową.
W 1954 przeniesiono jej siedzibę z ul. Waszyngtona 1 na ul. 10 lutego 29a. Od 3 września 1955 WKR miał swoją nową siedzibę przy ul. Świętojańskiej 72.
W 1957 następuje nowy podział administracyjny i WKR Gdynia obejmuje swoim działaniem dwa miasta Gdynię i Sopot.
Z dniem 1 stycznia 1965 na podstawie rozkazu ministra obrony narodowej z dnia 5 grudnia 1964 został powołany Miejski Sztab Wojskowy, a Wojskowa Komenda Rejonowa została rozwiązana i włączona w jego skład.
Zgodnie z zarządzeniem Ministra Obrony Narodowej nr 130 z 31 maja 1975 w sprawie terytorialnego zasięgu działania Wojskowych Komend Uzupełnień, oraz na podstawie rozkazu dowódcy Pomorskiego Okręgu Wojskowego nr 055/Org. z 14 czerwca 1975. Z dniem 1 sierpnia 1975 powołano Wojskową Komendę Uzupełnień w Gdyni o zasięgu terytorialnym: miasto Gdynia i miasto Sopot.
W 1975 Wojskowa Komenda Uzupełnień została przeniesiona z ul. Świętojańskiej do budynku Logistyki Dowództwa Marynarki Wojennej przy ul. Pułaskiego 7 gdzie funkcjonuje do dziś.

## Komendanci
Rejonowej Komendy Uzupełnień
- mjr Jan Serwadczak (1 II – 15 X 1945)
- mjr Stanisław Jakubowski (15 X 1945 – 1 X 1947)
- kpt. Kazimierz Skuras (2 X 1947 – 19 XI 1949)
- mjr Teofil Górski (20 XI 1949 – 7 II 1951)
- ppłk Karol Broniewski (28 XI 1951 – 1 IV 1953)

Wojskowej Komendy Rejonowej
- ppłk Karol Broniewski (2 IV 1953 – 13 XI 1955)
- ppłk Kazimierz Przybylski (14 XI 1955 – 28 I 1965)

Miejskiego Sztabu Wojskowego
- płk dypl. Julian Baranowski (29 I 1965 – 31 VII 1975)

Wojskowej Komendy Uzupełnień
- ppłk Kazimierz Przybylski (31 VII – 26 XI 1975)
- płk dypl. Zygmunt Orłowski (27 XI 1975 – 13 II 1982)
- płk dypl. Wiktor Juszkiewicz (14 II 1982 – 9 XII 1986)
- płk dypl. Roman Paszko (10 XII 1986 – 20 III 1991)
- płk dypl. Andrzej Morawiec (20 III 1991 – 14 III 1996)
- płk dypl. Piotr Gaik (15 III 1996 – 30 IV 2002)
- ppłk dypl. Bogdan Krupa (8 VII 2002 – 16 II 2003)
- ppłk dypl. Jacek Doniec (od 17 II 2003)

 Tekst i zdjęcia zostały udostępnione za zgodą autorów oficjalnej strony WKU w Gdyni 